# Куглер-Пони, Матильда
Матильда Куглер-Пони (рум. Matilda Cugler-Poni; 2 апреля 1851, Яссы — 9 сентября 1931, там же) — румынская поэтесса, писательница и драматург.

## Биография
Родилась в семье Кароля фон Куглера, архитектора австрийского происхождения. Внучка литератора Григоре Куглера. Получила хорошее домашнее образование, знания в области французской, немецкой, итальянской, испанской и румынской литературы.
Была первой женщиной, которая активно участвовала в работе литературного кружка в Румынии — Junimea. Дебютировала с стихотворением «Unei tinere fete» («Девушке»), которое было опубликовано в 1867 году в журнале «Convorbiri Literare», до 1893 года печаталась в журнале Junimea . Сотрудничала с изданиями Familia , Columna lui Traian , Albina , Tribuna, Viața Românească .
Автор сентиментальных и лирических стихов. Представитель натурализма в литературе Румынии. Автор рассказов, в которых с морализаторской точки зрения повествовала о бродягах, ремесленниках или мелких торговцах. В 1881 году опубликовала двухактную комедию «Un tutor».
Её мужем был химик Петру Пони (1841—1925).

## Volume
- Poesii (1867)
- Un tutor (1881, 2 изд. 1914)
- Fata stolerului (1884, 2 изд. 1886)
- Sfântul Nicolae (1885)
- Poezii (1885)
- Povestiri adevărate
- Poezii (1927)
- Scrieri alese, Editura Junimea, Iași (1971)